# Comuna 11 (Cali)
La comuna 11 de Cali está ubicada en el oriente de la ciudad. Limita al norte con la comuna 8 y la comuna 12, al oriente con la comuna 13 y la comuna 16 y al occidente limita con la comuna 10.
En esta comuna se encuentra la sede administrativa de la caja de compensación Comfandi.
La Comuna 11 debe su historia a diversos procesos de conformación urbanística, caracterizado en una primera etapa entre los años cincuenta y sesenta, como consecuencia de la migración de gente del campo a la ciudad y más concretamente a Cali, ya que era considerada como lugar de expansión industrial y comercial, generadora de empleo que facilitaría el ingreso laboral a los migrantes en forma rápida. 
A lo anterior se le agrega el ser una ciudad cosmopolita, abierta, ubicada en zona plana, de fácil acceso. 
Tal como se ha presentado históricamente, en la migración existían dos posibilidades de establecerse en la ciudad: bien ubicándose en la zona de periferia, denominada "cinturón de miseria" o en las partes céntricas de la ciudad en hacinamiento, para posteriormente trasladarse a lugares de expansión urbanística accesibles, una vez encontrada la estabilidad laboral anhelada.
Los barrios que conforman la Comuna 11 corresponden a este segundo sistema, es decir, buena parte de sus primeros habitantes procedieron de migraciones internas entre la misma ciudad y los otros mediante migraciones de los departamentos de Chocó, Cauca y Nariño.
El desarrollo urbanístico de esta Comuna se inicia a través de invasiones, proceso que obligó a los dueños de los terrenos a urbanizar y vender lotes para ser desarrollados por autoconstrucción. Dichos predios correspondían a las antes denominadas haciendas La Fortaleza, La Independencia y Aguablanca cuya vocación agrícola y ganadera se encontraba desarrollada.
Posteriormente se efectúan proyectos urbanísticos con el Instituto de Crédito Territorial y la entidad Municipal creada para tal efecto, en programas dirigidos a organizaciones y empresas definidas o abiertas para acceso general. En ese momento del desarrollo urbanístico de la Comuna, no existía una reglamentación clara sobre las áreas a ceder al Municipio, tanto viales como de zonas verdes, bastando solamente la inscripción del proyecto, la localización y definición de este y el tipo de programa a realizar.
Las vías eran cedidas gratuitamente al municipio por parte del propietario de la urbanización. Sin embargo, el componente de zonas verdes, libremente convenido, debía cubrir tanto las necesidades de carácter comunitario y de habitabilidad.
Las viviendas al ser desarrolladas, bien mediante el sistema de autoconstrucción o ejecutadas por las organizaciones estatales encargadas para tal efecto, no reservaron espacios para parqueaderos públicos y privados, sino que suplían las necesidades típicas de vivienda, con buenos espacios de tierra en su lote.
Finalmente, la dotación de servicios públicos, comunitarios (escuelas, colegios, centros de salud, iglesias, etc.) se ha hecho con la participación activa de la ciudadanía a través de sus organizaciones de base.

## Barrios
La comuna 11 está constituida por 25 barrios y sectores los cuales son:
| - Gran Colombia - 20 de Julio - Aguablanca - Ciudad Modelo - El Jardín - El Prado - El Recuerdo - José Holguín Garcés - José María Córdoba - La Esperanza - La Fortaleza - La Independencia | - León XIII - Los Conquistadores - Los Sauces - Maracaibo - Prados de Oriente - La Primavera - San Benito - San Carlos - San Pedro Claver - Urbanización Boyacá - Villa del Sur |

## Principales Avenidas
Las avenidas más importantes que atraviesan a la comuna 11 son:
- La Carrera 39
- La Carrera 32
- La Autopista Simón Bolivar
- La Calle 25
- La Calle 27